# Gnophos infuscaria
Gnophos infuscaria är en fjärilsart som beskrevs av Nitsche. Gnophos infuscaria ingår i släktet Gnophos och familjen mätare. Inga underarter finns listade i Catalogue of Life.